# Upton Sinclair
Upton Beall Sinclair Jr. (Baltimore (Maryland), 20 september 1878 – Bound Brook (New Jersey), 25 november 1968) was een Amerikaanse auteur die meer dan 90 boeken schreef. Sommige daarvan zijn in meer dan 20 talen vertaald
Sinclair behoorde tot de muckrakers, schrijvers die corruptie onderzochten en aan het licht brachten. Hij werd bekend met zijn boek The Jungle (1906), dat ging over de werk- en leefomstandigheden van de arbeiders in de vleesverwerkingsfabrieken in Chicago, in navolging van het boek ontstond de Pure Food and Drug Act in 1906.
Sinclair won een Pulitzerprijs voor zijn boek Dragon's Teeth, dat onderdeel was van de Lanny Budd-serie en ging over de opkomst van Hitlers nazisme.
Hij was lid van de Socialist Party of America, en was meermaals kandidaat voor het Amerikaans Congres, doch werd nooit verkozen. In 1934 kwam hij op als kandidaat van de Democratische Partij voor de gouverneursverkiezingen in Californië, met een programma gericht op armoedebestrijding. Zijn campagne kreeg veel aanhang, maar het bedrijfsleven zamelde grote sommen geld in voor een conservatieve tegencampagne. En zo verloor Sinclair van de republikeinse kandidaat.

## Werken
Tot zijn bekendste werken behoren:
- Springtime and harvest - 1901 (later herdrukt als King Midas)
- The Journal of Arthur Stirling - 1903
- Prince Hagen - 1903
- Manassas - 1904
- The Jungle - 1906
- A captain of industry - 1906
- The metropolis - 1908
- The Money Changers - 1908
- Love's pilgrimage - 1911
- The Fasting Cure - 1911
- King Coal - 1917
- The Profits of Religion - 1918
- Jimmie Higgins - 1919
- The Brass Check - 1919
- They call me carpenter - 1922
- The Goose-step A Study of American Education - 1923
- The Goslings - 1924
- Oil! - 1927
- Boston - 1928
- The wet parade - 1931
- American outpost - 1932 (autobiografie)
- Upton Sinclair presents William Fox - 1933
- I, Candidate For Governor: And How I Got Licked. - 1935
- The Flivver King - 1937
- World's End - 1940
- Between Two Worlds - 1941
- Dragon's Teeth - 1942
- Wide is the Gate - 1943
- Presidential Agent - 1944
- Dragon Harvest - 1945
- A World to Win - 1946
- Presidential Mission - 1947
- One Clear Call - 1948
- O Shepherd, Speak! - 1949
- The Return of Lanny Budd - 1953
- What Didymus did - 1954
- The cup of fury - 1956
- It happened to Didymus - 1958
- My lifetime in letters - 1960
- Affectionately, Eve - 1961
- Autobiography - 1962

## Trivia
- There Will Be Blood, een film uit 2007, is gebaseerd op Sinclair's boek Oil!.